# Seiça
Seiça é uma povoação portuguesa sede da Freguesia de Seiça do Município de Ourém, freguesia com 25,14 km² de área e 1879 habitantes (censo de 2021), tendo, por isso, uma densidade populacional de 74,7 hab./km².

## Demografia
Nota: Com lugares desta freguesia foi criada em 1928 a freguesia de Alburitel e em 1947 a freguesia de Caxarias.
A população registada nos censos foi:
| Distribuição da População por Grupos Etários | Distribuição da População por Grupos Etários | Distribuição da População por Grupos Etários | Distribuição da População por Grupos Etários | Distribuição da População por Grupos Etários |
| -------------------------------------------- | -------------------------------------------- | -------------------------------------------- | -------------------------------------------- | -------------------------------------------- |
| Ano                                          | 0-14 Anos                                    | 15-24 Anos                                   | 25-64 Anos                                   | > 65 Anos                                    |
| 2001                                         | 253                                          | 303                                          | 1082                                         | 615                                          |
| 2011                                         | 260                                          | 193                                          | 1049                                         | 574                                          |
| 2021                                         | 195                                          | 170                                          | 870                                          | 644                                          |

## Geografia
Está limitada a norte pela freguesia de Caxarias, a este pelas freguesias de Rio de Couros e da Sabacheira (concelho de Tomar), a sul pela freguesia de Alburitel, a oeste pela de Nossa Senhora da Piedade e, por fim, a sudoeste pela de Nossa Senhora das Misericórdias.

## Lugares da freguesia
A sua população encontra-se distribuída por trinta e dois lugares: Pêras Ruivas, Pedreiras, Olaia, Valada, Fontainhas, Chão de Maçãs, Estremadouro, Carvalhal, Outeiro, Alqueidão, Tacoaria, Carrascal da Tacoaria, Vale Verde, Serradas, Pombalinho, Seiça, Vale do Pico, Moinho de Areia, Coroados, Quintas, Painel, Cristóvãos, Casal do Pisco, Mosqueiro, Covas da Raposa, Lameirinha, Vale da Cordela, Sorieira, Carrascal do Pombalinho, Sobrais, Cabeço do Alqueidão e Casal Canudo.

## História e património
Plantada ao longo da lezíria, Seiça tem uma longa história, dada a sua atratividade como local central de Portugal e como freguesia rica na lavoura, pesca e comércio.
Na ribeira de Seiça habita a rara lampreia de riacho (Lampreta planeri), e abastece de água a agricultura de regadio e a vigorosa vegetação ribeirinha. Alguns autores sugerem mesmo que o topónimo derive de salix, palavra latina que se associa à existência de salgueiros.
Ao longo da ribeira podem ser vistos alguns moinhos, sendo que a maioria deles se encontra em fraco estado de conservação.
Seiça é uma das freguesias mais antigas do concelho (atual município) de Ourém, com data de fundação em 1517 por foral de D. João III, obtendo também nessa altura um clérigo tendo em vista o exercício de diferentes atos religiosos.
As referências documentais mais antigas, essas remontam a 1225 onde se fala da Ermida de Santa Maria de Seiça. Por lá terá passado Dom Nuno Álvares Pereira em 1385, onde terá pedido á Virgem pela vitória da Batalha de Aljubarrota, regressando ao templo depois da batalha em gesto de agradecimento pelos resultados alcançados.
A Igreja Matriz de Seiça concentra um importante espólio carregado de história e simbolismo, que para além de um púlpito oriundo a antiga Capela de S. Sebastião (Atouguia) e de uma imagem seiscentista em pedra, integra uma imagem de Cristo, em retábulo, provavelmente do século XV. Tem ainda uma imagem de Nossa Senhora da Purificação, do Séc. XIV e de pedra, tendo no braço esquerdo o Menino Jesus alimentando-se do seu peito.
A existência de várias Quintas (casas senhoriais), mostram a história e o desenvolvimento desta freguesia. Destaca-se a Quinta de Seiça, de 1606, pertencente à família Alvim, descendentes de Nuno Álvares Pereira, família que tem também nesta freguesia a Quinta da Mota e a Quinta da Olaia. Outras ainda existem que merecem destaque: a Quinta da Alcaidaria-Mor, a Quinta da Tacoaria, a Quinta da Sorieira,  a Quinta de Alquidão e a Quinta do Engenho, parte da casa dos Pinheiros, turismo Rural.
Outros acontecimentos marcaram a história desta freguesia, tal como as Invasões Francesas (1810), que tudo destruíram, roubaram e incendiaram. Esta foi liderada por um General de Napoleão, Louis Henri Loison, mais conhecido como "O Terrível Maneta", o qual, segundo a tradição oral, cometeu muitas atrocidades na região.
A Seiça dos dias de hoje tem, como os povoados modernos, as suas casa alinhadas ao longo da Estrada Nacional 113 e dos seus ramais, visto que a maioria destas tem pouco mais de meio século de construção.